# 발터 P38
발터 38호 권총(독일어: Walther P38)은 루거 P08 권총을 전량 교체할 목적으로 제작한 권총으로 제 2차 세계대전 당시 나치 독일군의 제식 권총이다. 그와 동시에 더블 액션 기구를 갖춘 최초의 군용 권총으로써 현대 반자동 권총의 원형으로 지대한 영향을 끼쳤다. 나치 독일이 무너진 뒤에는 전후 서독, 동독이 사용하고 이후로 독일연방군이 사용했다. 2004년까지 생산되었다.

## 개발 배경
P38 권총이 제식화 되기 이전까지 독일은 일명 '루거'라고 잘 알려진 P08 권총을 사용했다. 권총만 놓고 보면 루거 자체는 훌륭한 권총이지만 생산비가 비싸고 야전에서 흙과 먼지 등에 취약하다는 점이 드러났으며 무엇보다 제작하는데 드는 시간이 길어 군용 권총으로 그리 적합하지 않다고 결론이 났다. 그리하여 독일군은 보다 우수한 군용 권총을 제작하여 루거를 전량 교체할 목적으로 새로운 권총 개발에 박차를 가한다.
이렇게 등장한 권총이 발터 P38이며 이를 개발하기 앞서 3개의 프로토타입이 존재한다. 1934년 발터社는 본격적인 군용 권총인 MP(Militair Pistole) 권총과 모델 AP(Armee Pistole) 권총을 병행하여 내장 해머식 권총을 개발하기 시작해 1936년 완성했다. AP 권총은 약 55정의 프로토타입을 제작했다. 또한 MP, AP 모두 총의 슬라이드 측면 신형 디코킹 레버식 안전장치를 채용하여 AP를 사용해본 독일군이 좋은 평가를 하였고 이를 발터 HP란 명칭으로 개량한다.
이렇게 Walther HP 권총을 1937년 완성했다. HP는 Heeres Pistole의 약자로 직역하면 “육군 권총”이다. 이 “육군 권총”은 1938년 제식화한 P38의 전신 모델로써 단순한 군용 권총 이상을 가진 성능으로 독일 국방군에서도 좋은 평가를 받아 약간의 개량을 거친 뒤 P38이란 명칭을 부여하고 2차 대전 독일군이 제식화한 것이다.
약 30,000정의 발터 HP 모델을 생산하였다. 독일군 제식 탄환인 9 mm 패러벨럼 탄을 사용했으며 몇몇 생산품은 .30루거 탄환을 사용했다. 발터 HP 권총은 1939년 스웨덴으로 수출하여 제식화 하기도 했으며 현재 굉장히 보기 드물고 진귀한 콜렉션으로 취급한다.
이렇게 발터 P38은 독일군을 대표하는 권총 중 하나가 되었다.

## 발터 P38

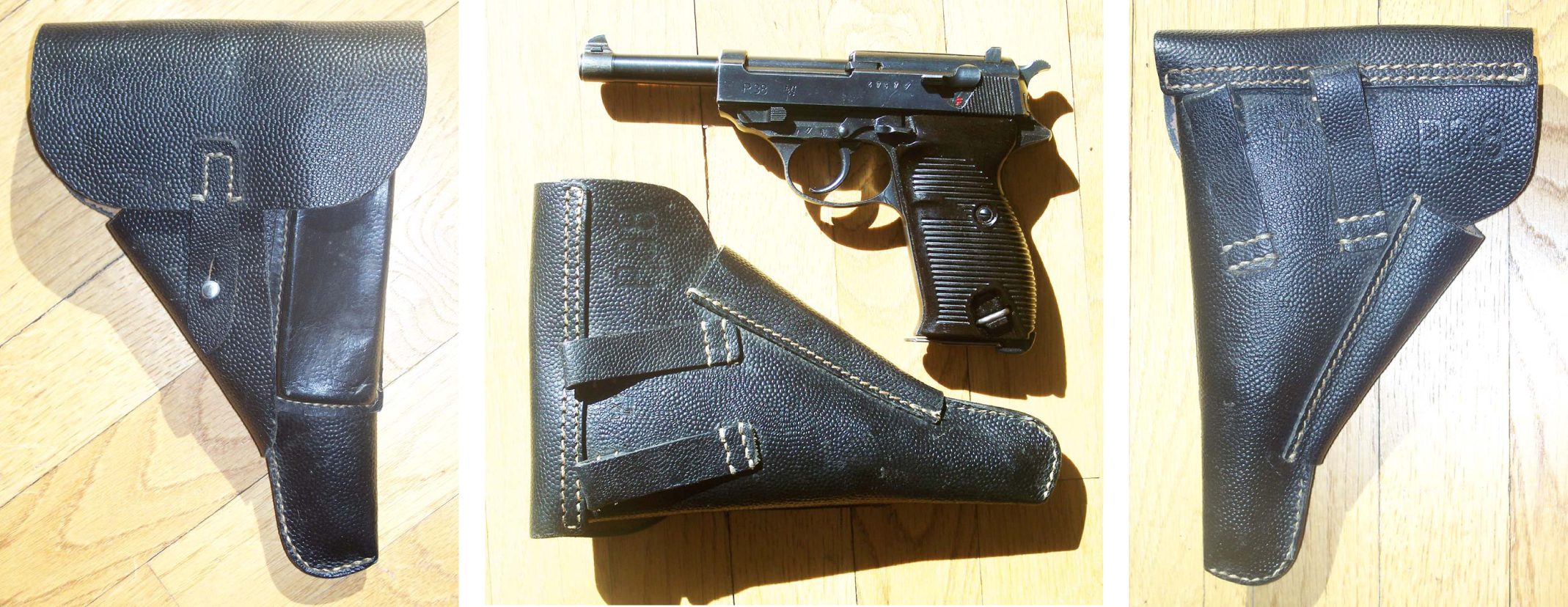
발터 P38과 홀스터

이렇게 개발한 발터 P38은 군용 권총으로써 문제를 제기한 루거보다 생산비용이 저렴하고 가혹한 전선의 악조건에서도 고장 없이 작동하였으며 안전성은 물론이고 성능도 보장된 완벽한 군용 권총이었다. 그리고 그 당시로는 획기적으로 더블액션 구조를 띈 새로운 안전장치를 채용하여 권총계에서 혁명을 일으킨 대단한 걸작이기도 했다.

### 혁신과 강점
발터 P38은 현재 권총에서는 당연시하는 현대 전투용 권총의 3요소를 최초로 집약하여 개발한 권총으로 군용 권총계에 새로운 기준을 제시한 것으로 유명하다.
- 첫째, 최초의 더블액션(DA) 타입 군용 권총이다.

당시로써는 군용 권총 최초로 제대로 된 DA 기능을 탑재하여 '꺼내서 방아쇠만 당기는' 자동 권총의 속사를 가능케 하였다. 리볼버가 아닌 자동 권총에서 최초의 더블액션 또한 P38을 제작한 발터社가 1929년 제작한 PP권총이 있었으며, 이 기술을 토대로 P38에 그대로 스며들었다. 또한 'PP' 권총은 군용이 아닌 호신용과 가깝기에 최초로 더블액션을 채용한 군용 권총이란 명예는 P38이 차지했다.
- 둘째, 슬라이드 탑재형 안전장치인 '디코킹 레버'를 채택하였다.

- 셋째, AFPB라는 내부 안전장치이다.

발터사는 1929년 자신들이 개발한 PP 권총에 디코킹 레버 안전장치를 탑재했다. 레버를 잠그면 파이어 링 핀이 안전장치 레버의 축을 고정한다. 이 때 해머 블록이 강하해 해머의 전진을 저지한다. 이 상태에서 레버를 회전시켜 해제하면 파이어 링 핀의 락은 해체되지만 강하한 해머 블록은 그대로여서 해머가 전진하는 것을 계속 저지한다. 이 해머 블록은 방아쇠를 다 당길 때만 상승해 해제된다.
또한 '디코킹 레버'가 잠긴 상태에선 슬라이드를 당겼다 놓아도 해머는 코킹하지 않고 방아쇠는 뒤로 당겨진 '안전상태'를 유지한다. 이 때 '디코킹 레버'를 해체하면 방아쇠는 튀어나와 발사를 가능케 하고 이 땐 더블액션 일환으로 방아쇠만 바로 당기면 해머가 자동으로 코킹되어 격발한다.
여기서 P38 권총은 위 안전장치 메카니즘을 한층 더 개량했다. 바로 AFPB라는 내부 안전장치인데 해머 블록이 해머의 전진을 저지하지 않고 파이어 링 후미 부분으로 작은 핀 블록을 장착하여 방아쇠를 완전히 당기지 않는 이상 어떠한 충격을 받더라도 오발될 일이 없다.
파이어 링을 직접 차단하기 때문에 보다 완전한 안전성을 얻을 수 있다. 콜트를 포함해 타군이 사용했던 싱글액션(SA)식 자동 권총에선 안전장치 기술 미흡으로 약실에 탄을 장전한 상태에서 권총을 떨어트릴 시 충격으로 파이어 링이 움직여 오발 사고가 종종 벌어지곤 했으나 AFPB는 이럴 가능성을 원천 차단한 것이다.
2차 대전이 끝나고 많은 회사에서 P38을 참고해 더블액션과 해머 디콕킹 기능을 조합한 자동 권총을 만들어 쏟아내기 시작했지만 이 AFPB 방식이 일반화 된 것은 한참 후의 일이다. 현재 미군이 제식 권총으로 사용하는 베레타社의 M92 권총은 발터 P38 권총의 메커니즘을 참고해 설계했지만 안전 기능은 P38보다 미치지 못 했다. 안전 기능으로 P38 수준이 된 것은 92SB 권총부터이다.
- 넷째, '플롭-업 타입 쇼트리코일'이다.

방아쇠를 당겨 격발하면 총탄이 연소하면서 탄두는 목표물을 향해 전진하고 반작용으로 슬라이드가 후진하면서 탄피를 배출한다. 이 단계를 자세히 보면 총신은 모두 고정되어 있는 것 같지만 실제론 뒤로 후퇴한다. (후퇴가 너무 빠르고 짧은 거리라서 육안으로 확인하기 어렵기에 많은 사람들이 9mm 구경 이상 권총도 총신이 그냥 고정되어 있는 것으로 잘못 알고 있다.)
총신이 같이 후퇴하는 이유는 반동을 흡수하고 폭발 에너지가 누출하는 것을 방지하기 위해서이다. 사실 반동 흡수는 자동으로 따라온 부수 결과이지 가장 큰 이유는 총탄을 발사할 때 발생하는 폭발 에너지가 손실하는 것을 최소화하기 위한 것.
이렇게 쇼트리코일은 짧은 시간동안 총신을 슬라이드와 같이 후퇴시켜 (이를 지연(Delay)이라고 부른다) 폭발 에너지 (간단히 말해 화약이 연소하며 발생한 가스) 누출을 최소화한다. 탄두가 총신을 완전히 빠져나갈 때까지 에너지를 잡아 탄두로 집중시킨다는 소리다. 만약 쇼트리코일 지연 없이 총탄이 바로 발사한다면 탄두가 총신을 빠져나가기 전에 슬라이드가 뒤로 후퇴하여 폭발 에너지는 뒷쪽으로 새어버리고 탄두는 충분한 추진력을 갖지 못 한 채 명중률과 사거리 저하가 심각하게 생긴다. 또한 엄청난 양의 폭발 에너지가 뒤쪽으로, 즉 사수의 얼굴을 향하므로 사수까지 위험해진다.
위 설명대로 쇼트리코일은 권총 중 가장 중요한 부분이다. 우리가 잘 알고 있는 콜트, 글록 권총 등이 채용하고 있는 쇼트리코일은 브라우닝이 발명한 브라우닝식 쇼트리코일인데 이의 문제점은 총신이 뒤로 후퇴할 뿐만 아니라 위쪽으로 상향까지 한다. 즉, 총신이 덜렁거린다. 덜렁거리는 총신은 명중률 저하를 야기한다. 그렇기 때문에 이 브라우닝식 쇼트리코일은 가장 보편적인 방식임과 동시에 끊임없이 문제점으로 제기되어 왔다.
그러한 반면 이번 글에서 다루는 발터 P38은 조금 다른 방식인 플롭-업식 쇼트리코일을 사용한다. 문제가 제기된 브라우닝식과 다른 부분은 바로 총신 밑으로 블록(Block)이 조립되어 있는데 이는 슬라이드와 총신을 기계적으로 체결하고 있다.
브라우닝식은 총신이 같이 위로 상향하지만 플롭-업식은 총신과 블록이 분리되어 오직 블록만 하향한다. 총신이 그저 직선으로만 후퇴하며 쇼트리코일을 만족한다. 그 말인 즉슨 총신이 덜렁거리지 않기에 명중률 저하가 전혀 일어나지 않는다는 것이다. 이 블록을 로킹 블록(Locking Block)이라고 하며 'P38' 권총에서 처음 등장한 것이다. 이 만족스러운 플롭-업식 쇼트리코일은 이후 그 유명한 베레타 M92로 그대로 가져와 적용하였다.
- 다섯째, 탄피 배출구가 왼쪽으로 달려있어 탄피 배출시 왼쪽으로 탄피가 튀는 것이다.

이렇듯 뛰어난 기술을 바탕으로 한 발터社 기술자들의 노하우를 집약시켜 탄생한 P38은 말 그대로 걸작이라는 명칭을 얻고 전장에서 병사들에게 높은 신뢰를 받았다.

### 생산성과 난점
발터 P38이 발목을 잡는 것이 하나 있다면 그것은 생산성이라고 말할 수 있다. 콜트, 토카레프와 비교해 성능은 웃돌지만 생산성에선 한 수 아래라 할 수 있기 때문이다. 복잡하기로 유명한 루거 P08이 45개 부품인 반면 P38은 52개 부품으로 달했기에 생산시간이 좀 더 오래 걸렸다. 하지만 그럼에도 납품 가격은 루거의 절반밖에 지나지 않는다는 점은 매우 기묘하다.
그렇기에 1942년 루거를 완전히 대체하기로 한 목표와는 다르게 급증하는 수요를 따라 제대로 공급을 맞추기가 어려워졌다. 그래서 1942년은 유명한 마우저社가 자사의 P08은 잠시 접어두고 P38을 양산하는 체제로 들어갔다. 그럼에도 불구하고 수요는 계속 늘어만 갔는데 이를 맞추기 위해 1943년은 체코에서 독일병기 공장을 운영하던 스프리베르크라는 회사에서도 P38을 생산하기 시작한다.
그래서 발터 P38은 만든 회사마다 인식 코드가 있었는데 마우저사 코드는 byf, 발터사 코드는 ac, 스프리베르크사 코드는 cyq이다.
예를 들면 ac43은 1943년 발터사에서 제조한 모델이라는 뜻이다.
ac40 (발터사 1940년 제조)
byf42 (마우저사 1942년 제조)
cyq44 (스프리베르크사 1944년 제조)
svw45 (마우저사 1945년 제조) 이 특이한 각인은 전후 프랑스 지역에서 위치한 마우저가 자유프랑스군을 위해 생산한 45~46년분을 뜻한다.
발터 P38 생산이 이루어지고 있을 때 전시 상황은 무섭도록 급박하게 돌아갔으며 넘치는 수요와 급한 납기일을 맞추다 보니 원자재 부족과 더불어 품질 관리가 소홀해져 전쟁 말기부터는 외장 부분에서 마감 품질이 떨어졌으나 전체 성능을 책임지는 내부 부품만큼은 소홀히 하지 않아 높은 성능을 계속 유지했다. 특히 마우저사에서 생산한 부품은 품질이 매우 좋았다. 하지만 전쟁 극말기 때 제조한 발터 P38은 조잡한 원자재를 사용하여 연속 사격시 슬라이드 상부 커버가 반동으로 부서지는 경우도 있었다.

## 파생형

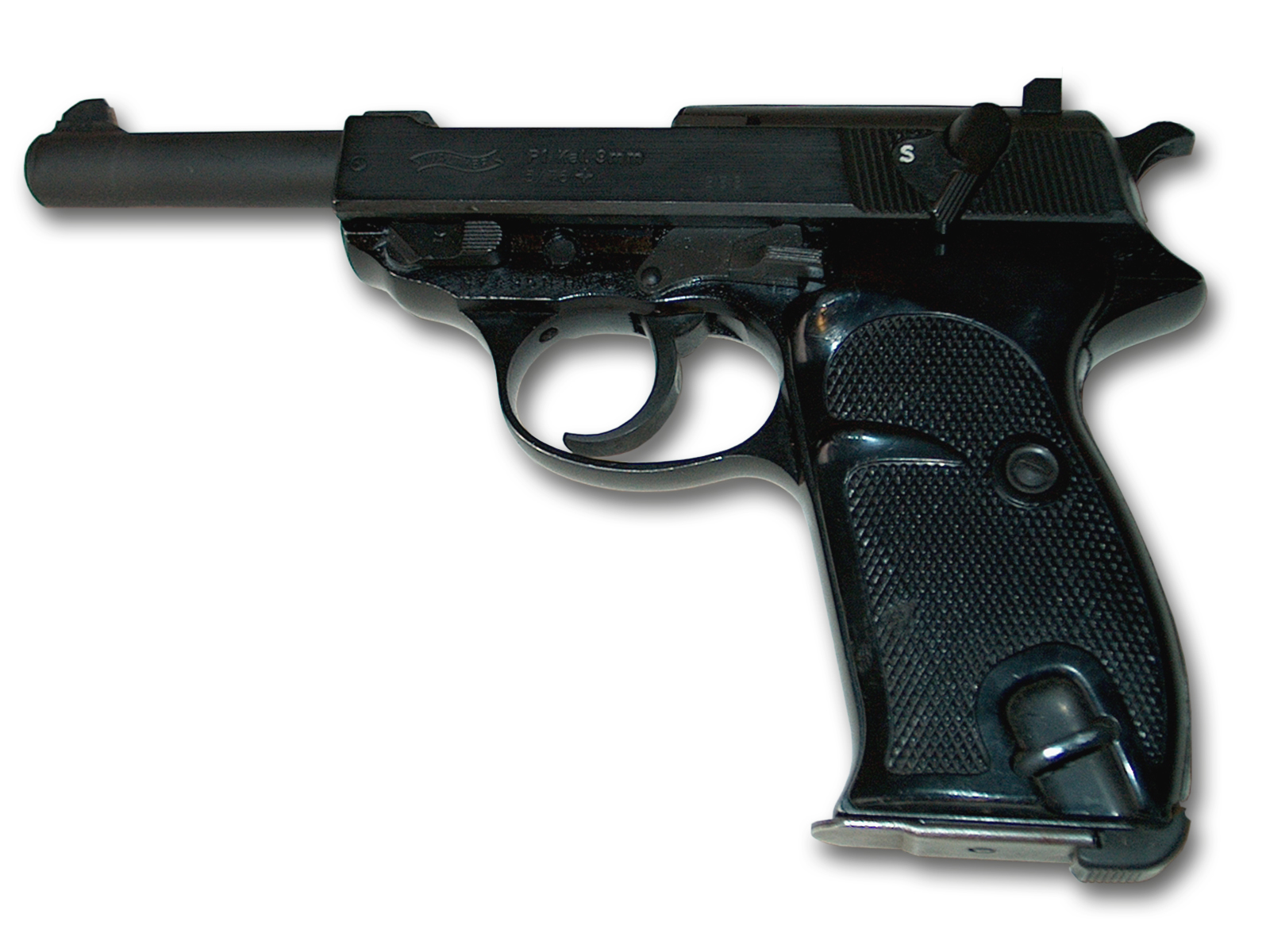
전후 P38의 개량형인 P1

- P1: 전후 P38의 개량형으로 생산했다. 알루미늄 재질을 사용하여 경량화된 것도 특징이다.
- P4: P1의 총열 단축형. 짧아진 해머나 내부 지지용 강철 핀 추가 등 개량한 부분이 있다.
- P38k: 2차 대전부터 생산한 P38의 단축형으로 P4보다 짧다. 게슈타포와 해군에서 사용했다고 한다. P38K의 길이는 175mm, 무게 570g이다. 명칭 뒷부분에 붙은 K는 Kurz(쿠르츠, 짧다)의 머릿말을 따온 것이다. 소형 화기가 필요한 공군으로 납품했다. 프론트사이트가 총신 위 총구에 있는 형식과 본체 위에 달린 두 가지 형식이 존재한다.

## 영향
P38은 전장에서 권총 자체만으로 볼 때 훌륭한 걸작 권총이라는 평가를 내릴 수 밖에 없다. 무릇 기계라는 것은 만들기 어려울 수록 작동하는 신뢰성이 떨어지는데, 부품 갯수가 많다는 점과 비교해 고장은 거의 없었기 때문이다. 또한 높은 기준을 적용하여 정밀하게 만든 제품이니 만큼 '잘 맞는' 권총임은 틀림없다.
2차 대전이 끝난 후에도 발터 P38은 계속 생산하였고 독일에선 P1이란 명칭으로 1995년까지 제식 권총으로 사용하였다. 또 각국으로 수출하여 라이선스 생산하기도 하였고 발터 P38의 메커니즘이 향후 권총들에게 주는 영향은 컸다. 이 총에게 적용한 기술들은 현대 권총에게 그대로 전수되어 기준이 되고 있다는 것으로도 알 수 있으며 특히 발터사 PPK의 더블액션과 디코킹 장치는 P38의 플롭-업식 쇼트리코일 방식과 함께 베스트셀러인 "베레타 92F"에게 그대로 사용한 것을 감안하면 총기 역사에서도 한 획을 그은 권총이라고 평할 수 있다.